# Francis Glasgow
Pour les articles homonymes, voir O'Sullivan.
Pas d'image ? Cliquez ici

a Compétitions nationales et continentales officielles uniquement.

b Matchs officiels uniquement.
Francis Turnbull Glasgow, né le 17 août 1880 à Dunedin (Nouvelle-Zélande) et décédé le 20 février 1939 à Wellington (Nouvelle-Zélande), est un  joueur de rugby à XV qui a joué avec l'équipe de Nouvelle-Zélande. Il évolue au poste de deuxième ligne ou talonneur (1,78 m pour 84 kg). 

## Carrière
Il a disputé son premier test match avec l'équipe de Nouvelle-Zélande  le 18 novembre 1905, à l’occasion d’un match contre l'équipe d'Écosse. Il dispute son dernier test match contre une sélection composée de joueurs anglais et gallois le 25 juillet 1908. 
Il participe à la tournée des Originals, équipe représentant la Nouvelle-Zélande en tournée en Grande-Bretagne en 1905, en France et en Amérique du Nord en 1906. 

## Palmarès

### En équipe nationale
- 6 sélections avec l'équipe de Nouvelle-Zélande
- 9 points, 3 essais
- Sélections par année : 4 en 1905, 1 en 1906, 1 en 1908
- Nombre total de matchs avec les All Blacks :  29